# Sillavengo
Sillavengo là một đô thị ở tỉnh Novara ở vùng Piedmont của Ý, tọa lạc cách 80 km về phía đông bắc của Torino and about 15 km về phía tây bắc của Novara. Tại thời điểm ngày 31 tháng 12 năm 2004, đô thị này có dân số 579 người và diện tích là 9,5 km².
Sillavengo giáp các đô thị: Arborio, Briona, Carpignano Sesia, Castellazzo Novarese, Ghislarengo, Landiona, và Mandello Vitta.